# Saturnia (transatlantico)
Il Saturnia fu un transatlantico varato nel 1925, nave gemella del transatlantico Vulcania.
Oltre che come nave da crociera, il Saturnia fu anche utilizzato come nave trasporto truppe e nave ospedale.

## Caratteristiche tecniche
Il Saturnia fu una nave molto innovativa ed originale, rispetto ai transatlantici dell'epoca, per via della sua linea esterna e del suo apparato motore. Era dotata di prua verticale, due alberi ed un singolo fumaiolo.

## Storia

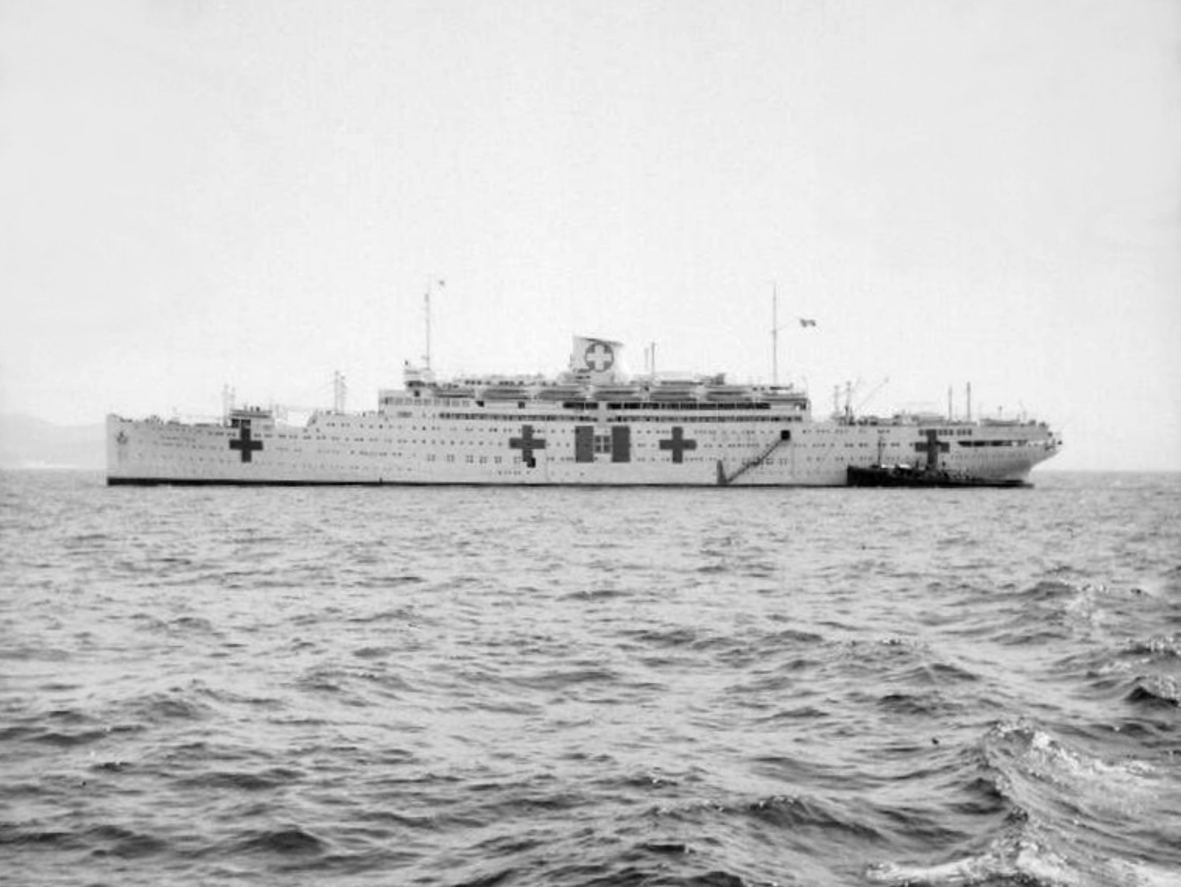
La Saturnia nel 1943, durante le operazioni di rimpatrio dei civili italiani

Il Saturnia fece il suo viaggio inaugurale partendo il 21 settembre 1927 da Trieste sulla rotta Trieste-Napoli-Marsiglia-Sudamerica. Dal 1º febbraio 1928 iniziò il servizio sulla rotta Mediterraneo-New York.
Nel 1932 la Società di Navigazione Cosulich e la sua flotta, compreso il Saturnia, confluirono nella Italia di Navigazione.

### Nave ospedale
Nel maggio 1940 la nave, ferma a New York, venne internata nonostante l'Italia fosse ancora non belligerante; venne quindi dipinta di bianco e trasformata in nave ospedale.
In accordo con le forze alleate iniziò il servizio di rimpatrio di civili internati e di soldati italiani feriti dall'Africa Orientale (Etiopia, eritrea e Somalia) , con la protezione della Croce Rossa internazionale. Per queste missioni vennero utilizzate anche altre navi della Società Italia: il Duilio, il Giulio Cesare e il Vulcania. 
Dal momento che gli Alleati temevano un autoaffondamento delle unità di cui sopra nel Canale di Suez, che sarebbe così stato forzatamente chiuso per mesi, per raggiungere l'Africa Orientale le quattro navi erano obbligate dai trattati a compiere la circumnavigazione dell'Africa. La terza e ultima missione si concluse con l'arrivo a Taranto nell'agosto 1943.
A parte il Saturnia ed il Vulcania, le altre due navi vennero affondate a Trieste durante bombardamenti alleati del 1943-1944.
Nel dicembre 1945 la nave fu requisita dalla US Navy per continuare il servizio come nave ospedale effettiva con il nome di Frances Y. Slanger nei teatri di guerra delle truppe degli Stati Uniti, fino al novembre 1946.

### Transatlantico
Venne quindi rinominata nuovamente Saturnia e riconvertita a nave passeggeri. Le classi erano così suddivise: 240 passeggeri in prima classe, 270 in seconda e 860 in classe turistica. Riprese il servizio di trasporto passeggeri il 20 gennaio 1947 sulla rotta Genova-Napoli-New York. Su tale linea la nave rimase fino al 3 ottobre 1955, quando espletò il suo ultimo servizio per New York. Venne quindi trasferita sulla rotta Mediterraneo-U.S.A.-Canada.
L'ultimo suo viaggio transatlantico ebbe inizio il 7 marzo 1965 con rotta Trieste-Venezia-Patrasso-Napoli-Palermo-Gibilterra-Lisbona-Halifax-New York-Boston-Lisbona-Gibilterra-Napoli-Palermo-Patrasso-Venezia-Trieste.
Al rientro dall'ultimo viaggio la nave venne avviata alla demolizione, che ebbe luogo nei cantieri di La Spezia.
Nell'ottobre 1959 sul Saturnia prese posto l'equipaggio della Marina Militare Italiana destinato a imbarcarsi sul sommergibile Torricelli, ex Lizardfish della US Navy, che gli Stati Uniti cedettero all'Italia nell'ambito del programma di aiuti militari degli governo americano per sostenere i propri alleati nella lotta contro il mondo comunista durante la guerra fredda. L'equipaggio partito da Napoli, giunto a New York, raggiunse in aereo San Francisco, da dove sempre in aereo raggiunse Pearl Harbor, dove il sommergibile era stato sottoposto a lavori di ammodernamento prima della cessione all'Italia.